# Húsvét-barlang (Bajót)
A Húsvét-barlang a Duna–Ipoly Nemzeti Parkban lévő Gerecsei Tájvédelmi Körzetben, Bajót külterületén található egyik barlang. Előfordulnak benne denevérek.

## Leírás
A Gerecse hegységben (Keleti-Gerecse), Bajót külterületén lévő Öreg-kő meredek, sziklafalakkal tagolt K-i oldalában található kis sziklafal tövében, erdőben, 332 m tszf. magasságban van a barlang ÉK-re tekintő, vízszintes tengelyirányú, szabálytalan alakú bejárata, amely 2,3 m széles és 1,2 m magas. A Bajót központjából a Jankovich-barlanghoz vezető jelzett turistaúttól nem messze helyezkedik el. (Közvetlenül előtte egy terebélyes sombokor van.) Megközelíteni a hátsó sziklamászófaltól D-re lévő kis ösvényen lehet a legegyszerűbben. Az Öreg-kői 2. sz. zsomboly közelében van a Húsvét-barlang.
Felső triász vastagpados dachsteini mészkőben, ÉK–DNy-i irányú törésvonal mentén jött létre az üreg. Gömbüstös formakincse alapján karsztvízszint alatti oldódás miatt (termálkarsztos hatás) keletkezett, de jelenleg inaktív. A barlang egy 1–2 m széles, 0,5–1,5 m magas, 12,5 m hosszú és befelé kissé lejtő folyosó, amely a sok kitöltés miatt csak négykézláb, néhány helyen csak kúszva látogatható. Falait gömbüstös oldások, montmilch díszítik. Jellege miatt a külszíni meteorológiai hatások nagyon érvényesülnek benne. A meredek terepen megközelíthető, barlangjáró alapfelszereléssel járható barlang megtekintéséhez nem szükséges engedély. Végpontjánál gyenge huzat figyelhető meg, mely miatt sejthető, hogy van folytatása a barlangnak.
A bejárat után egy kis oldáscső vezet ki a külszínre, benne pusztuló cseppkőlefolyás látszik. A bejáratközeli részeken sok avar és növénytörmelék borítja az aljzatot, a barlangban sok humusz van. A külső részek teljesen szárazak, csak beljebb kezdenek vizesedni a falak. A bejárat után néhány méterrel már csak kúszva lehet továbbmenni, de a végpont közelében megint fel lehet ülni, mielőtt teljesen ellaposodna a járat. A Gerecse Barlangkutató és Természetvédő Egyesület végzett denevér-megfigyeléseket a Húsvét-barlangban, amelyek során egy kis patkósdenevér és egy nem meghatározott fajú denevér lett megfigyelve az üregben. Az észlelési adatok és a néha fellelhető friss ürülék alapján feltételesen kis faj- és egyedszámú alkalmi téli denevér-szálláshelynek tekinthető.
1978-ban volt először Húsvét-barlangnak nevezve a barlang az irodalmában. Előfordul a barlang az irodalmában Husvét-barlang (Kordos 1976) és Husvét barlang (Jánossy 1976) neveken is.

## Kutatástörténet
Az 1976. évi MKBT Beszámolóban kiadott és Jánossy Dénes által írt jelentésben meg van említve, hogy 1976-ban szórvány őslénytani lelet került elő a Gerecse hegységben, Bajóton lévő Husvét barlangból (Vajna György). Az 1976. évi MKBT Beszámolóban napvilágot látott és Kordos László által írt jelentésben szó van arról, hogy a Vajna György által megismert és a bajóti Öreg-kő sziklaszirtjében nyíló új kis Husvét-barlang 0–30 cm-es rétegéből 1976. májusban a tatai Kuny Domokos Múzeum Természettudományi Gyűjteményébe került néhány csontmaradvány: Aves (madár), Cricetus cricetus (hörcsög), Meles meles (borz), Vulpes vulpes (róka), Felis silvestris (vadmacska), Lynx lynx (hiúz), Lepus europaeus (mezei nyúl), Sus scrofa (vaddisznó) és Ovis seu Capra (juh vagy kecske).
Az Új Tükör 1978. december 17-i számában az olvasható, hogy a Komárom megyei Herman Ottó Kör tagjainak évi beszámolójáról szóló programfüzetben 45 téma szerepelt, amelyek közül az egyiknek a címe A bajóti Húsvét-barlang felfedezése.
Az 1978. évi MKBT Beszámolóban megjelent és Kordos László által írt jelentésben az van írva, hogy Skoflek István a bajóti szirtekben lévő, kicsi Húsvét-barlang bejárati kitöltéséből 4 földmintát gyűjtött, amelyek közül 1978-ban a 3. és 4. számút határozta meg Kordos László a tatai Kuny Domokos Múzeumban. Mindkét minta holocén volt. 3. minta: Anura (béka), Ophidia (kígyó), Lacerta (gyík), Anguis fragilis (lábatlan gyík), Talpa europaea (vakond), Apodemus (egér), Myodes glareolus (erdei pocok) és Microtus arvalis (mezei pocok). 4. minta: Bufo (varangy), Ophidia (kígyó), Anguis fragilis (lábatlan gyík), Talpa europaea (vakond), Crocidura suaveolens (keleti cickány), Sciurus vulgaris (mókus), Apodemus (egér) és Myodes glareolus (erdei pocok).

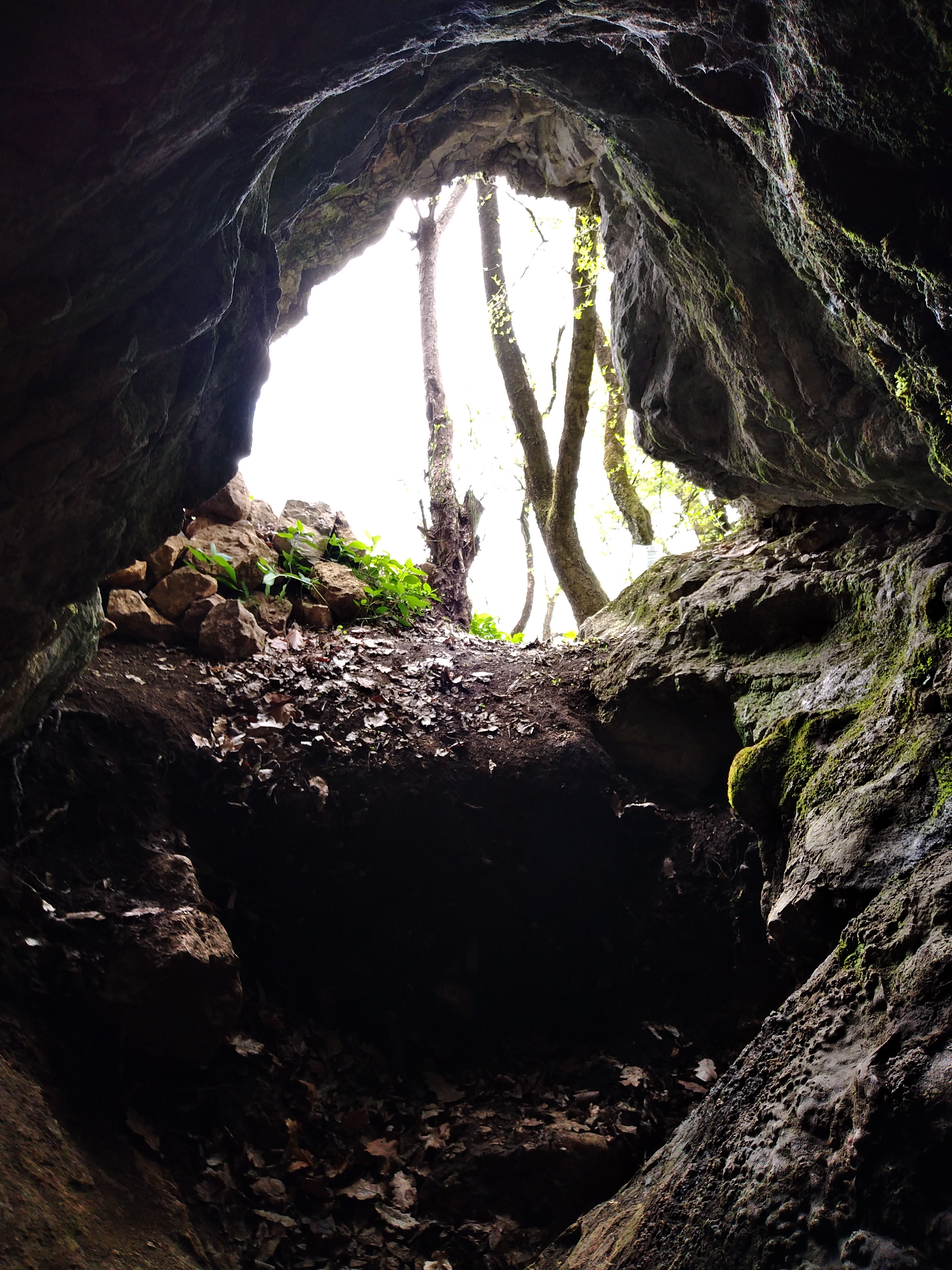
A barlang bejárati része belülről fényképezve

Az 1984-ben kiadott, Magyarország barlangjai című könyv országos barlanglistájában szerepel a Gerecse hegység barlangjai között a barlang Húsvét-barlang néven. A listához kapcsolódóan látható a Dunazug-hegység barlangjainak földrajzi elhelyezkedését bemutató 1:500 000-es méretarányú térképen a barlang földrajzi elhelyezkedése. A Vértes László Karszt- és Barlangkutató Csoport két tagja, Juhász Márton és Oldal György megfigyelték, hogy 1986. január 19-én a barlang középső részének oldalfalán 0,5 m magasságban, szabad falfelületen lógott egy nagytermetű, világosszürke színezetű denevér. Az 1989. január 15-i, az 1989. augusztus 12-i, az 1994. január 29-i és az 1994. július 23-i barlangbejárásokkor a Gerecse Barlangkutató és Természetvédő Egyesület megállapította, hogy nincs a barlangban denevér.
Az 1994. évi Limesben közölt és Kordos László által írt összefoglalásban az olvasható, hogy a bajóti Öreg-kő sziklaszirtjében található, 1976-ban megismert, kicsi Húsvét-barlang 0–30 cm-es kitöltéséből Vajna György gyűjtött terméseket és csontmaradványokat a tatai Kuny Domokos Múzeumnak. Termések (Skoflek István meghatározása alapján): Armeniaca vulgaris, Prunus domestica, Padus cf. serotina, Prunus cf. mahaleb, Cornus cf. mas, Prunus sp., Cerasus vulgaris és Cerasus cf. fruticosa. Az 1976. évi csontmaradványok: Aves div. sp. indet., Cricetus cricetus, Meles meles, Vulpes vulpes, Felis silvestris, Lynx lynx, Lepus europaeus, Sus scrofa, Ovis seu Capra.
1978-ban Skoflek István a barlang bejáratának kitöltéséből 4 földmintát gyűjtött, amelyek közül a 3. és 4. számú tartalmazott gerinces maradványokat. 3. számú minta: Salientia indet., Ophidia indet., Lacerta sp., Anguis fragilis, Talpa europaea, Apodemus sp., Myodes glareolus, Microtus arvalis. 4. számú minta: Bufo sp., Ophidia indet., Anguis fragilis, Talpa europaea, Crocidura suaveolens, Sciurus vulgaris, Apodemus sp., Myodes glareolus. Mindegyik minta fiatal holocén.
Az 1994. évi Limesben publikált és Székely Kinga által írt tanulmányban az lett közölve, hogy a 4661/9 barlangkataszteri számú Húsvét-barlang Bertalan Károly barlangleltárában nincs benne. A Barlangtani Intézetben a barlangnak nincs kataszteri törzslapja, térképe, fényképe, kutatási törzslapja és irodalmi törzslapja. Az 1994. évi Limesben napvilágot látott, Denevérmegfigyelések a Gerecse-hegység barlangjaiban című összeállítás szerint a Húsvét-barlangban 1986 és 1994 között végzett 9 téli és 8 nyári denevérellenőrzés közül csak 1 téli volt eredményes. 1986. január 19-én egy határozatlan fajú denevért figyeltek meg a barlangban. Az előbb említett megfigyelés és az időnként előforduló ürüléknyomok alapján a barlang alkalmi téli szálláshelynek tekinthető. Az 1998. január 24-i, az 1998. július 27-i, a 2001. február 10-i, a 2001. május 13-i, a 2002. február 17-i és a 2002. augusztus 15-i barlangbejárásokkor a Gerecse Barlangkutató és Természetvédő Egyesület megállapította, hogy nincs a barlangban denevér.

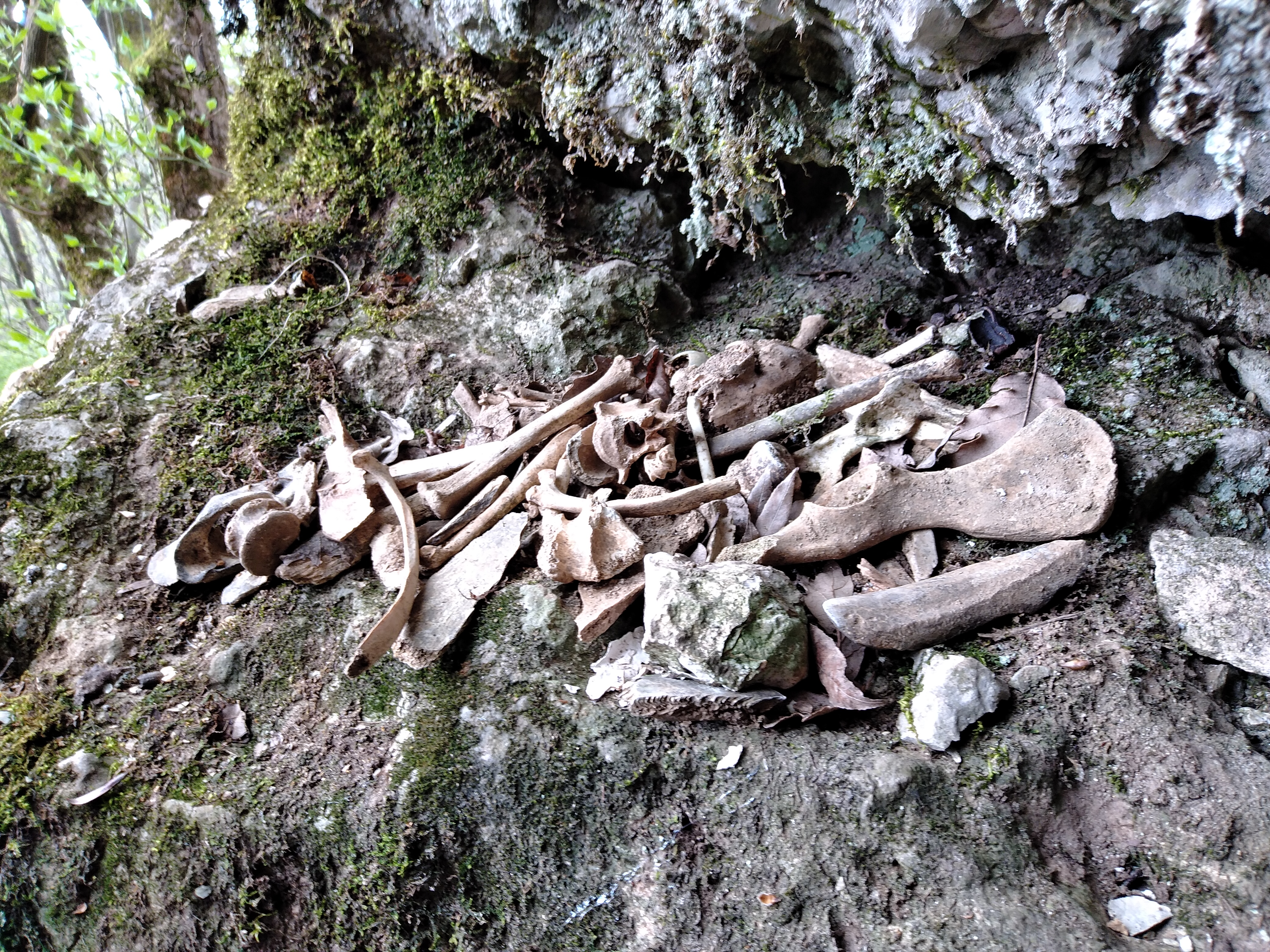
Csontok a barlang bejáratában

2003-ban a Duna–Ipoly Nemzeti Park Igazgatóság megbízásából, az Országos Barlangnyilvántartás részére az Ariadne Karszt- és Barlangkutató Egyesület két tagja, Kovács Richárd és Szabó Evelin mérték fel a barlangot. Kovács Richárd a felmérés alapján megszerkesztette a barlang alaprajz térképét, hosszmetszet térképét és 2 keresztmetszet térképét. A térképek 1:100 méretarányban ábrázolják a barlangot. Az alaprajz térképen megfigyelhető a 2 keresztmetszet elhelyezkedése a barlangban. Az alaprajz térkép használatához a térképlapon jelölve van az É-i irány. A felmérés szerint a 4661-9 barlangkataszteri számú Húsvét-barlang 12,5 m hosszú, 1,2 m mély és 1,7 m magas.
A barlang 2003. június 22-én, BTI kataszteri felvétel és helyszíni szemle alapján készült nyilvántartólapja szerint a 4661-9 barlangkataszteri számú Húsvét-barlang a Keleti-Gerecsében lévő Bajóton (Komárom-Esztergom megye) található. Az üreg bejáratának koordinátái: X: 614432, Y: 265060, Z: 332. Hegyoldalban lévő sziklafal tövében, erdőben van a barlang 2,3 m széles, 1,2 m magas, természetes jellegű, szabálytalan alakú és vízszintes tengelyirányú bejárata. A részletesen felmért barlang 12,5 m hosszú, 2,9 m függőleges kiterjedésű, 1,7 m magas, 1,2 m mély és 13 m vízszintes kiterjedésű. Triász dachsteini mészkőben húzódik az üreg. Preformáló tényező: nem jellemző. Az üreg karsztvízszint alatti oldódás miatt jött létre, de jelenleg inaktív.
Az egyszerű térformájú barlang talpa vízszintes is és lejt is. Az üreg jellemző szelvénytípusa a lapító. Az üregben gömbüst, némi kondenz borsókő, ép cseppkőlefolyás (kis felületen) és ép montmilch (kis felületen) van. Szervetlen, helyben keletkezett törmelékkitöltése kevés kőzettörmelékből áll. Az egész barlangban sok szerves kitöltés van (avar és növénytörmelék). A barlangban puhatestű, pók, rovar, rókaürülék és csontok lettek megfigyelve. Időszakosan csepegő víz jelenik meg az üregben. Nyáron enyhén kifelé áramló légmozgás érzékelhető a barlangban. Tematikus feldolgozás: őslénytan, irodalom. A barlang 1976-ban lett először említve az irodalomban (MKBT Beszámoló). A gyakorlatilag érintetlen barlang taposott aljzatú, ásványkiválásai pedig gyakorlatilag érintetlenek. A meredek terepen megközelíthető, barlangjáró alapfelszereléssel és nagyrészt kúszva járható barlang megtekintéséhez nem szükséges engedély.

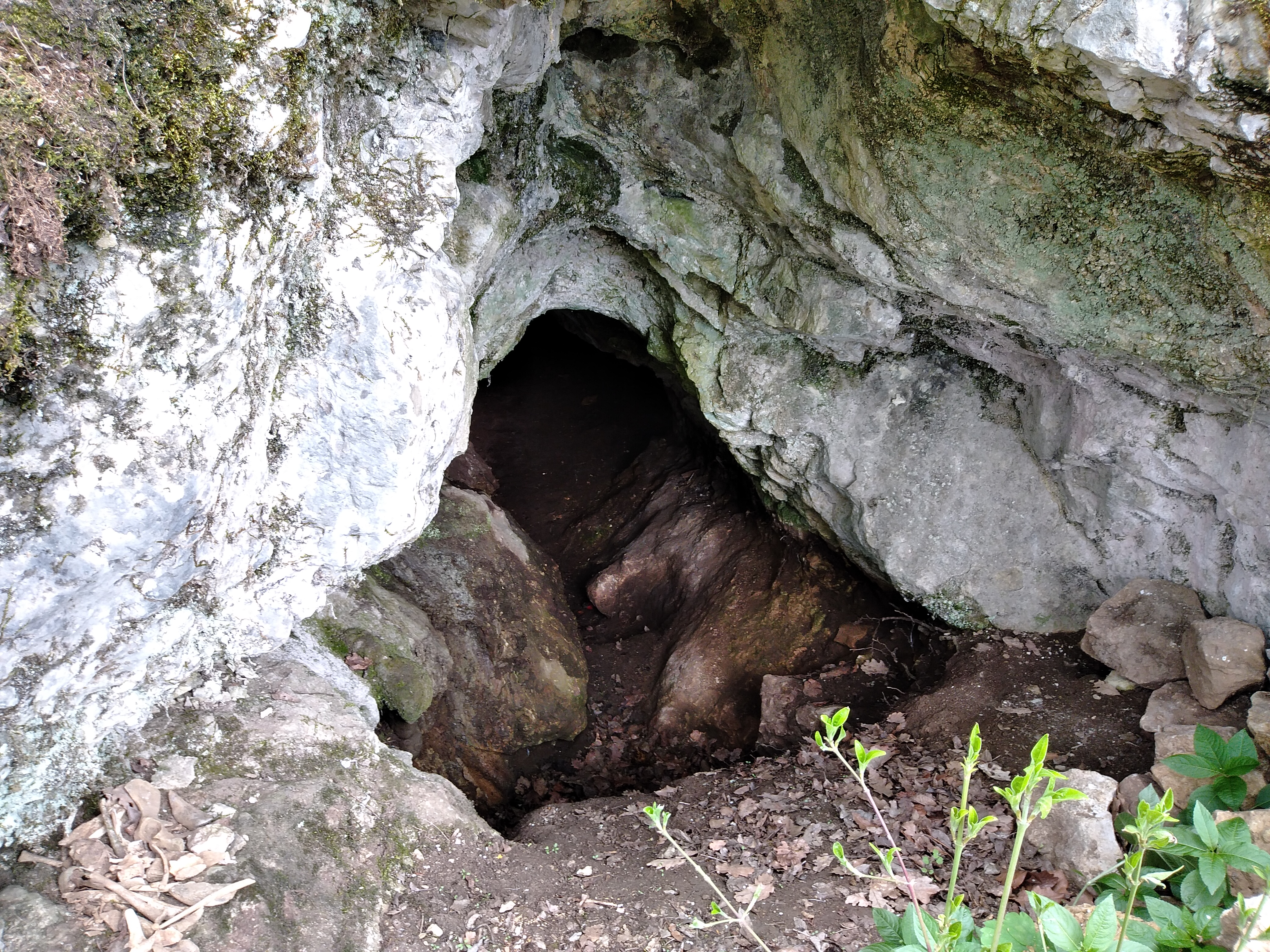
A barlang bejárati része

Jogi státusz: a természetvédelemről szóló 1961. évi 18. sz. tvr. Illetékes természetvédelmi hatóság: Duna–Ipoly Nemzeti Park Igazgatóság. Felszín státusza: az Országos Természetvédelmi Hivatal elnökének 15/1977. OTvH számú határozata a Gerecsei Tájvédelmi Körzet létesítéséről. A barlangbejárat állami tulajdonban, természetvédelmi kezelésben van. Kapcsolódó dokumentumok: bejárati fotó papírképen és digitális formában, 1:100 méretarányú térkép (alaprajz, hossz-szelvény, keresztmetszetek) nyomtatott és digitális formában, 10.000 méretarányú felszíni térkép, a barlang poligonja és felmérési jegyzőkönyve digitális formában. A barlangot érdemes tovább kutatni, de megkülönböztetett védelmet nem igényel. A barlangból néhányan csontmaradványokat gyűjtöttek. Ezekről bővebben az 1976. és 1978. évi MKBT Beszámolóban, illetve a LIMESben (Komárom-Esztergom megyei tudományos szemle) lehet olvasni. Az ürülékből ítélve róka is látogatja az üreget.
A 2004. január 24-i, a 2004. augusztus 21-i, a 2006. február 12-i és a 2006. július 29-i barlangbejárásokkor a Gerecse Barlangkutató és Természetvédő Egyesület megállapította, hogy nincs a barlangban denevér.
A Juhász Márton által írt, 2007-ben publikált tanulmányban az olvasható, hogy a Bajóton (Komárom-Esztergom megye) elhelyezkedő Húsvét-barlang közhiteles barlangnyilvántartási száma 4661-9, UTM-kódja CT18C3. A barlangban a Gerecse Barlangkutató és Természetvédő Egyesület 1986 és 2006 között 19 téli, 2 tavaszi, 18 nyári és 2 őszi (összesen 41) denevér megfigyelést végzett, amelyek közül csak 1 téli volt eredményes. 1986. január 19-én a barlang középső részén 1 határozatlan fajú, nagytermetű, világosszürke színezetű, simaorrú denevér lett megfigyelve. A szabadon látogatható barlang közkedvelt kirándulóhely közelében van, de nem fenyegeti számottevő emberi zavarás, mert bejáratát nehéz megtalálni. Jelenleg nincs szükség védelmi intézkedésre, beavatkozásra.

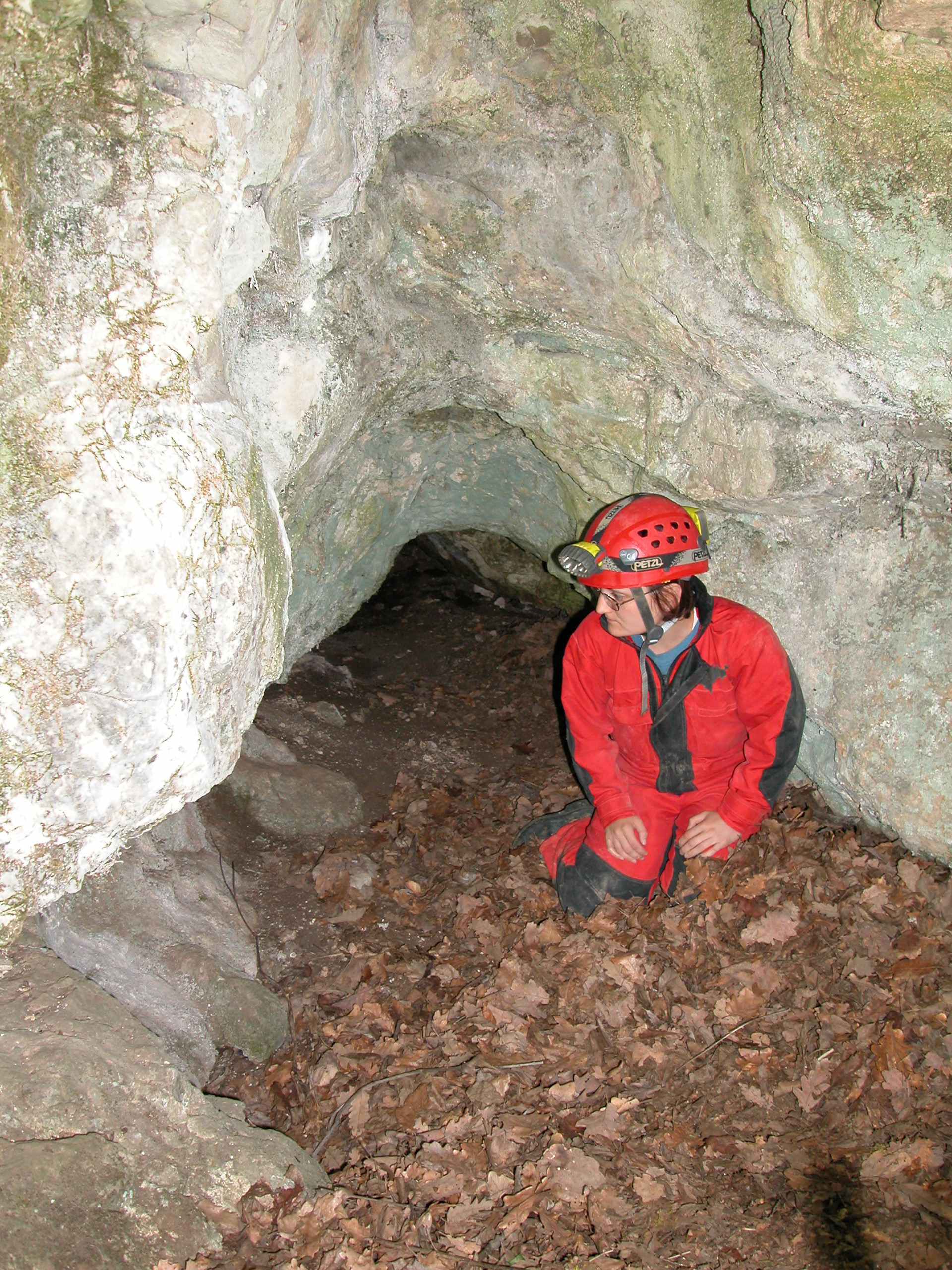
A barlang belseje 2003-ban

A 2009. január 30-i, a 2009. június 23-i, a 2010. február 17-i, a 2010. július 1-i, a 2011. június 30-i, a 2011. december 28-i, a 2012. június 29-i, a 2012. december 27-i, a 2013. december 30-i, a 2014. február 1-i és a 2014. június 29-i barlangbejárásokkor a Gerecse Barlangkutató és Természetvédő Egyesület megállapította, hogy nincs a barlangban denevér. 2013. május 17-én egy kis patkósdenevér volt a barlangban.
Polacsek Zsolt és Ba Julianna 2016. évi jelentése szerint az Öreg-kő egyik érdekes barlangcsoportja (Öreg-kői 2. sz. zsomboly, Bajóti Ördög-lyuk, Bajóti Lepkés-barlang és Húsvét-barlang) az Öreg-kői 2. sz. zsomboly környezetében helyezkedik el. Ezen a helyen az egykor kialakult üregek sokkal érintetlenebb, autentikusabb állapotban tanulmányozhatók. Ezek a barlangok termálkarsztos folyamatok során jöhettek létre, de mivel csak kissé ismertek, nincs sok nyoma létezésüknek a szakirodalomban sem. Mindegyik üregnek a sziklafalban vagy annak tövében van a bejárata. Sokkal kisebb mértékben vannak jelen bennük az emberi beavatkozás nyomai, mint az Öreg-kő másik barlangcsoportját alkotó Jankovich-barlangban, Baits-barlangban, Szalay-barlangban és esetleg az Öreg-kői 1. sz. zsombolyban. A Húsvét-barlang kialakulása a Duna régi kavicsteraszán, mint erózióbázison fakadó langyos vizű forrás tevékenységhez kapcsolható.
A régóta ismert, nyitott bejáratú Húsvét-barlangban az 1970-es években Skoflek István gyűjtött recens csontmaradványokat. Első irodalmi említése is ezekben az években történt. 12 m hosszú a közhiteles barlangnyilvántartás szerint. Az Ariadne Karszt- és Barlangkutató Egyesület készítette el térképét. A barlang egy feltöltődött járatból áll, amely kúszva járható. Freatikus, esetleg termálkarsztos eredetre utal formakincse. Kitöltése poros, kiszáradt erdei talaj. Polacsek Zsolték amikor jártak benne és megnézték a végpontot, akkor azonnal látták, hogy a szűk szakasz után valószínűleg folytatódik a járat. Visszatértek egy kalapáccsal és azzal kitágították a szűk helyet úgy, hogy be tudtak jutni egy fülkébe, amelyből nem vezetett tovább járat.
Megállapították, hogy a bejárati kúszójárat aljzatát mélyítve, vagy a végpontot alkotó összecementálódott, összecseppkövesedett végpont alá bejutva lehetne folytatni a feltáró munkát. Mivel a járatban enyhe légmozgás tapasztalható, ezért az tervezték, hogy 2017-ben elvégzik ezt a munkát. A megint elkészített poligonuk szerint a barlang 21 m hosszú. Polacsek Zsolték 2017. évi jelentése szerint 2016–2017-ben Polacsek Zsolt és társai az Öreg-kői 2. sz. zsomboly közelében elhelyezkedő Húsvét-barlang hosszát 23 m-re növelték és megállapították, hogy csak sok kitöltés megmozgatásával lehetne tovább kutatni a barlangot.

## Denevér-megfigyelések
| \| Dátum \| Összesen \| Rhin. hip. \| Indet sp. \| \| ------------------- \| -------- \| ---------- \| --------- \| \| 1986. január 19. \| 1 \| – \| 1 \| \| 1989. január 15. \| – \| – \| – \| \| 1989. augusztus 12. \| – \| – \| – \| \| 1994. január 29. \| – \| – \| – \| \| 1994. július 23. \| – \| – \| – \| \| 1998. január 24. \| – \| – \| – \| \| 1998. július 27. \| – \| – \| – \| \| 2001. február 10. \| – \| – \| – \| \| 2001. május 13. \| – \| – \| – \| \| 2002. február 17. \| – \| – \| – \| \| 2002. augusztus 15. \| – \| – \| – \| \| 2004. január 24. \| – \| – \| – \| \| 2004. augusztus 21. \| – \| – \| – \| \| 2006. február 12. \| – \| – \| – \| \| 2006. július 29. \| – \| – \| – \| \| 2009. január 30. \| – \| – \| – \| \| 2009. június 23. \| – \| – \| – \| \| 2010. február 17. \| – \| – \| – \| \| 2010. július 1. \| – \| – \| – \| \| 2011. június 30. \| – \| – \| – \| \| 2011. december 28. \| – \| – \| – \| \| 2012. június 29. \| – \| – \| – \| \| 2012. december 27. \| – \| – \| – \| \| 2013. május 17. \| 1 \| 1 \| – \| \| 2013. december 30. \| – \| – \| – \| \| 2014. február 1. \| – \| – \| – \| \| 2014. június 29. \| – \| – \| – \| |          |            |           |
| Dátum | Összesen | Rhin. hip. | Indet sp. |
| 1986. január 19. | 1        | –          | 1         |
| 1989. január 15. | –        | –          | –         |
| 1989. augusztus 12. | –        | –          | –         |
| 1994. január 29. | –        | –          | –         |
| 1994. július 23. | –        | –          | –         |
| 1998. január 24. | –        | –          | –         |
| 1998. július 27. | –        | –          | –         |
| 2001. február 10. | –        | –          | –         |
| 2001. május 13. | –        | –          | –         |
| 2002. február 17. | –        | –          | –         |
| 2002. augusztus 15. | –        | –          | –         |
| 2004. január 24. | –        | –          | –         |
| 2004. augusztus 21. | –        | –          | –         |
| 2006. február 12. | –        | –          | –         |
| 2006. július 29. | –        | –          | –         |
| 2009. január 30. | –        | –          | –         |
| 2009. június 23. | –        | –          | –         |
| 2010. február 17. | –        | –          | –         |
| 2010. július 1. | –        | –          | –         |
| 2011. június 30. | –        | –          | –         |
| 2011. december 28. | –        | –          | –         |
| 2012. június 29. | –        | –          | –         |
| 2012. december 27. | –        | –          | –         |
| 2013. május 17. | 1        | 1          | –         |
| 2013. december 30. | –        | –          | –         |
| 2014. február 1. | –        | –          | –         |
| 2014. június 29. | –        | –          | –         |